# LEGO příběh
LEGO příběh (v anglickém originále The Lego Movie) je americká počítačově animovaná filmová komedie z roku 2014, oceněná jako film roku cenou BAFTA 2015. V roce 2019 bylo uvedeno pokračováni LEGO příběh 2.

## Příběh
Hlavní postava, dělník Emmet, se ve filmu má stát spásou LEGO světa poté, co náhodou najde Blokátor, který má zamezit použití Kráglu. Jedná se ve skutečnosti o uzávěr tuby sekundového lepidla. Záporná postava jménem Lord Byznys, ředitel firmy Octan ve městě Buigsburg, chce touto zbraní nastolit řád v celém LEGO světě a zamezit tak „mistrům stavitelům“ vytvářet stavby dle vlastní fantazie. Oním Kráglem se ukáže být částečně vypotřebovaná tuba vteřinového lepidla s názvem „KRAZY GLUE“, na které není několik písmen již čitelných a viditelnými zůstávají pouze písmena „KRA..GL.E“. Byznys chce lepidlem slepit kostičky, aby se už neproměňovaly a zůstaly nehybně ve své – podle jeho představ – dokonalosti. Hodlá k tomu využít Terénní aplikátor Kráglu obří silou (TAKOS, anglicky Tentacle Arm Kragle Outside Sprayer) a během vyhlášeného „Takos úterý“ ukončit existenci dosavadního světa.
Emmet se zdá být zcela průměrným pracovníkem bez špetky kreativity. Na Blokátor omylem narazí, když na demolici/stavbě zahlédne Hustěnku, jež po něm pátrá. Blokátor se mu nalepí na záda, a když se probere z bezvědomí, zjistí, že jej zadržel Byznysův poskok Zlý policajt. Hustěnka ho vysvobodí a odvede do jiné dimenze - Divokého západu. Tam vyhledají kouzelníka Vitruvia, který už očekává Výjimečného, jenž má podle legendy spasit LEGO svět. Zlý policajt je však najde a trojice před ním musí prchnout, zachrání je Hustěnčin přítel Batman, který je odveze do pohádkového Středozélandu, kde najdou mráček Bzumbzumland (angl. Cuckoo Land). 
Tam je uvítá princezna Unikitty a svolají „mistry stavitele“ (jimi jsou mimo jiné Superman, Green Lantern, Robin Hood, madam Siréna, Gandalf, Netvor z močálů, kosmonaut z 80. let Benny, hvězdy NBA 2002 včetně Shaquille O'Neala, Wonder Woman, Zelený ninja, Milhouse, Hodný upír, Michelangelo, Michelangelo, Kleopatra, Brumbál, Kovovous, Abraham Lincoln a další). Sešlost se však zdá být zklamaná Emmetovým neumětelstvím bez plánu nebo nápadu. Navíc ho sem vystopoval Zlý polda, vtrhne do Bzumbzumlandu, všechno zničí a mnoho „mistrů stavitelů“ zajme. Byznys je pak zavře ve své Mozkomorně, kde již dlouho střádá „mistry stavitele“ a využívá jejich mozků pro svoje záměry. Emmet s Hustěnkou, Vitruviem, Batmanem, kosmonautem Bennym a princeznou Unikitty prchnou v ponorce, ta se však rozpadne, protože na její stavbě nespolupracovali. Policejní pozornosti uniknou schovaní v Emmetově dvoupatrovém gauči a vyloví je Kovovous se svojí pirátskou lodí. 
Emmetovi dojde, že Byznyse přemůžou, jen když budou spolupracovat. Podaří se jim vniknout do Byznysovy věže až do blízkosti Kráglu, ale plán selže a všichni jsou dopadeni. Kouzelník Vitruvius ve své poslední vteřině vyjeví Emmetovi, že legendu o vyvoleném si vymyslel. Byznys zahodí Blokátor do jámy, chystá se použít Krágl a zalepit celé město lepidlem i s uvězněnými „mistry staviteli“ a poskokem Zlým poldou. Systém je však napojený na baterii, k níž připoutal Emmeta, a ten se vrhne sebevražedným skokem z věže, čímž odpojí energii a osvobodí všechny vězně. Hustěnka pirátským televizním vysíláním vyzve všechny figurky v LEGO vesmíru, aby se na počest Emmeta přestali řídit návody a dali průchod svojí kreativitě, ti se tak i s pomocí „mistrů stavitelů“ vzepřou Byznysovi a postaví se na odpor.
Sám Emmet mezitím propadl jámou do světa lidí, ve sklepě domu, kde otec rodiny a vášnivý sběratel skládaček LEGO stavěl svůj sofistikovaný model, zatímco si jeho osmiletý syn Finn zatoužil zahrát – a tím vytvářel dosavadní příběh. Otec však právě vstoupí, přeruší Finnovo hraní a jme se napravovat vše podle svých původních představ a zafixovat to pomocí vteřinových lepidel „Krazy Glue“. Finn najde Emmeta spadeného na zem, vtiskne mu zpět do ruky víčko od lepidla (Blokátor) a svým fantazijním magickým portálem pošle zpátky do LEGO vesmíru. Emmet po prozření skutečně uvěří svým schopnostem a náhle je z něj skutečný „mistr stavitel“. Pronikne k Byznysovi a vysvětlí mu, že při všech svých tvůrčích schopnostech nemusí být zlosyn, že i on je výjimečný. Současně i ve světě lidí najdou otec se synem porozumění a hrají si spolu, a když je maminka zavolá k večeři s jejich oblíbenými tacos, tatínek Finnovi oznámí, že může čekat nový přírůstek do rodiny – sestřičku.

## Postavy
Animované postavy namluvili v anglickém originále známí herci a herečky:
| Chris Pratt     | Emmet Cihlowski (orig. Brickowski) – hlavní postava filmu, je jedním z mnoha lidí řídících se návodem na cokoliv možného, později zjistí, že je výjimečný, a postaví se Lordu Byznysovi |
| Will Ferrell    | Lord Byznys – podnikatelský zlosyn a tyran, ředitel firmy Octan |
| Elizabeth Banks | Hustěnka (orig. Wyldstyle) / Lucy – technicky zdatná bojovnice, jedna z „mistrů stavitelů“                                                                                              |
| Will Arnett     | Batman / Bruce Wayne – přítel Hustěnky a jeden z „mistrů stavitelů“ |
| Nick Offerman   | Kovovous (orig. Metal Beard) – pirát a jeden z „mistrů stavitelů“ toužící po pomstě na Lordu Byznysovi                                                                                  |
| Alison Brie     | princezna Unikitty – kočka s hlavou jednoročce žijící na mráčku Bzumbzumland a potlačující v sobě veškeré negativní emoce                                                               |
| Charlie Day     | Benny – kosmonaut z 80. let posedlý stavbou vesmírných lodí |
| Liam Neeson     | Zlý polda / Hodný policista – policejní důstojník s rozdvojenou osobností spolupracující s Lordem Byznysem                                                                              |
| Morgan Freeman  | Vitruvius – slepý kouzelník, jeden z „mistrů stavitelů“ |

Postavy z lidského světa hráli:
| Will Ferrell | Muž seshora (orig. „The Man Upstairs“) – lidský sběratel modelů LEGO a Finnův otec |
| Jadon Sand   | Finn – lidské dítě ve věku 8,5 roku, syn Muže seshora                              |